# Abdu’r Rahmani

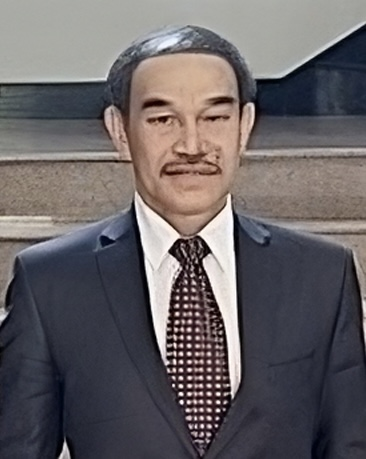
Pehin Dato Rahmani, 2022

Abdu’r Rahmani bin Basir (geb. 28. Juli 1954) ist ein Adliger, Diplomat und ehemaliger Offizier in Brunei. Er war Kommandant der Royal Brunei Land Forces (RBLF) von 2003 bis 2005.

## Leben

### Militärische Karriere
Nach Abschluss seiner Grundausbildung absolvierte Abdu’r Rahmani seine Offizierausbildung an der Officer Cadet School in Singapur und begann am 11. August 1975 seinen Dienst beim Royal Brunei Malay Regiment (RBMR). Am 8. Mai 1976 zum wurde er zum Second Lieutenant ernannt. Seine weiteren Verwendungen waren Kompaniechef der D Company First Battalion RBMR, Aide-de-camp (ADC) des Sultans von Brunei (1983), Kommandeur des Third Battalion RBMR, Kommandeur des RBAF Training Centre (2001–2003), Stellvertretender Kommandant der Luftstreitkräfte Bruneis (RBAirF) und Kommandeur der RBLF (15. März 2003–1. Juli 2005).

### Diplomatische Karriere
Myanmar
Nach seiner militärischen Karriere wurde er Diplomat beim bruneiischen Außenministerium und wurde Botschafter in Myanmar. Wo er mit Min Aung Hlaing unter anderem den Ausbau der Beziehungen zwischen den Streitkräften der beiden Länder diskutierte.
Auch die Verlegung der Botschaften von Rangun nach Naypyidaw mit einem „gegenseitige Landtausch“ wurde 2018 vereinbart.
Abdu’r Rahmani führte die Delegation von Brunei beim 4. ASEAN Ministerial Meeting on Sports an.

### China
2019 wurde Abdu’r Rahmani zum Botschafter in China ernannt und am 22. November 2019 zusammen mit 18 weiteren Botschaftern von Präsident Xi Jinping in der Großen Halle des Volkes empfangen. Im Gespräch am 17. August 2023 mit Nong Rong, dem Assistant Foreign Minister, wurden die Beziehungen zwischen Brunei und China neuerlich bekräftigt.

## Familie
Abdu’r Rahmani ist der Sohn von Dato Paduka Haji Basir bin Taha (geb. 3. November 1913), dem Sekretär von Omar Ali Saifuddin III. (1948). Er ist verheiratet mit Pengiran Datin Hajah Aishah binti Pengiran Ismail. Mit ihr hat er drei Söhne und eine Tochter. Auch sein Bruder Mahdini gehört zm Adel.

## Ehrungen
Abdu’r Rahmani wurde im April 2004 mit dem Manteri-Titel Pehin Orang Kaya Seri Pahlawan ausgezeichnet. Weitere Ehrungen sind:
- Order of Seri Paduka Mahkota Brunei 2. Klasse (DPMB; 2003) – Dato Paduka; 3. Klasse (SMB; 1982)
- Order of Paduka Seri Laila Jasa 3. Klasse (SLJ)
- Sultan Hassanal Bolkiah Medal (PHBS)